# Stenares arenosus
Stenares arenosus är en insektsart som beskrevs av Luisa Eugenia Navas 1924. Stenares arenosus ingår i släktet Stenares och familjen myrlejonsländor. Inga underarter finns listade i Catalogue of Life.